# Ribeira da Sertã
A Ribeira da Sertã é um curso de água que nasce no concelho de Oleiros, passa junto à vila do mesmo nome, continua o seu curso no concelho da Sertã, e desagua no rio Zêzere, junto à localidade de Foz da Sertã, na freguesia de Cernache de Bonjardim. Os seus principais afluentes são a ribeira de Amioso, que desagua próximo da Sertã, a sudoeste desta vila, e a ribeira do Escaldado, que desagua junto a Vale do Souto.